# Pierre Boulez
Pierre Boulez (n. 26 martie 1925, Montbrison, Franța – d. 5 ianuarie 2016, Baden-Baden, Germania) a fost un compozitor și dirijor francez. Au jucat un rol semnificativ în dezvoltarea a muzicii seriale, a muzicii aleatorie și a muzicii electronice. A fundat Institutul de Cercetare și Coordonare Acustică/Muzicală (IRCAM) de la Paris. Ca dirijor, a condus unele dintre cele mai cunoscute orchestre din lumea, inclusiv Concertgebouw Amsterdam, Orchestra Filarmonică din Berlin, Orchestra Filarmonică din New York și Orchestra din Cleveland.

## Carieră
S-a născut într-o familie burgheză fără legături speciale cu muzica. La vârsta de cinci ani a descoperit această, ascultând Privighetoarea lui Igor Stravinski la radioul, și s-a apucat de pian un an mai târziu. S-a dovedit un elev talentat. După studii bune la micul seminar la orașul său natal, a intrat în „clase pregătitoare” de matematică la Saint-Étienne, apoi în Lyon. În paralel a urmat lecții private de pian și de armonie. 
S-a mutat la Paris în 1942. În anul 1944 a fost admis la Conservatoire national (academia națională de muzică) în clasa de armonie a Olivier Messiaen. Acesta a recunoscut talentul elevului său, căruia i-a predat gratuit. Totuși, Boulez a devenit curând satul de maestrul său, descriind Turangalîla-Simfonia compusă de către acesta ca o „muzică de bordel”. În anul 1945, a descoperit „cea de-a doua școală de la Viena” (Arnold Schönberg, Alban Berg, Anton Webern) prin compozitorul René Leibowitz, dar, de asemenea, a rupt curând legăturile. În 1946 și-a compus Prima sonată pentru pian, apoi în 1953–1956 Ciocanul fără stăpân. 
Nereușind să găsească nici un dirijor pentru a conduce opere foarte complexe, el însuși a luat rolul, formându-se la locul de muncă. La momentul respectiv și-a adoptat stilul distinctiv, fără baghetă, dirijând cu ambele mâinii. În 1957 a condus în public pentru prima dată pentru crearea a propriei opere Visage nuptial, trebuind să-l înlocuiască pe Hermann Scherchen fără preaviz. În anul 1965 a fost invitat de Festivalul de la Bayreuth pentru a-l înlocui pe Hans Knappertsbusch, care decedase de curând. În paralel, s-a certat cu instituțiile franceze și s-a mutat în Germania la Baden-Baden. În anul 1971, l-a înlocuit pe Leonard Bernstein la Orchestra filarmonică din New York. În aceeași perioadă a condus Orchestra Simfonică BBC. 
În 1976 s-a întors în Franța unde a înființat Ensemble Intercontemporain, prima orchestră franceză permanentă specializată în muzică contemporană. A jucat și un rol esențial în crearea Orașului muzicii (Cité de la Musique) în arondismentul 19 din Paris. La sfârșitul anilor 1970 a devenit un personaj oficial. A fost numit „Hitlerul din Europa muzicală” de compozitorul american Ned Rorem și „un stalinist muzicii” de compozitorul francez Pierre Schaeffer. El însuși era cunoscut ca un polemist și un provocator.
A murit pe 5 ianuarie la Baden-Baden, după ce a fost bolnav pentru ceva vreme: nu putuse participa la sărbătorile de ziua sa de naștere.

## Opere
Catalog de opere:
- 1945:  Douze Notations (Douăsprezece notații)
- 1946: Première sonate, pentru pian (Sonata nr.1)
- 1946–1947: Le Visage nuptial (Fața nuptială)
- 1947: Le Soleil des eaux (Soarele din apele)
- 1948-1949: Livre pour quatuor (Carte pentru cvartet)
- 1948: Deuxième sonate, pentru pian (Sonata nr.2)
- 1951: Structures pour deux pianos, cartea întâi
- 1953–1955: Le Marteau sans maître (Ciocanul fără stăpân)
- 1956: Structures pour deux pianos, cartea a doua
- 1957: Don (Dar); Troisième sonate, pentru pian
- 1962: Pli selon pli
- 1964: Éclat
- 1966: Éclat/Multiples
- 1968: Livre pour cordes
- 1968: Domaines
- 1969: Pour le Dr. Kalmus
- 1969: Über das, über ein verschwindelaren
- 1970: Cummings ist der Dichter'
- 1974: …Explosante-fixe…
- 1975: Rituel in memoriam Bruno Maderna
- 1976: Messagesquisse
- 1984-1984: Répons
- 1984: Dérive
- 1984: Notations I-IV
- 1984: Notations V - XII
- 1985: Dialogue de l'ombre double
- 1985-1995: Dialogue de l'ombre double, nouă versiune
- 1985: Memoriale (…Explosante-Fixe… Originel)
- 1986: Cummings ist der Dichter…
- 1987: Initiale
- 1990: Dérive 2
- 1992: Anthèmes, pentru vioară
- 1993: …Explosante-fixe…
- 1994: Incises, pentru pian
- 1996: Sur Incises
- 1997: Anthèmes II

## Legături externe
- fr  en  Expoziția Pierre Boulez la Philarmonie de Paris